# Lóparadoxon
A ló-paradoxon a minden ló azonos színű állítás (téves) bizonyításán alapul (nem tévesztendő össze az analitikus filozófia ún. lóproblémájával, mely Gottlob Frege és Bano Kerry egy vitájában került elő).

## A bizonyítás
A bizonyítás a matematikában jól ismert teljes indukció módszerét alkalmazza - hiányosan.
Alapesetként belátjuk, hogy az egyetlen lóból álló ménesekre (halmazokra) az állítás igaz. De ez nyilvánvaló is. Hiszen ha a ménesben egyetlen ló van, akkor a ménesben nyilván minden ló azonos színű.
Minden n-re belátjuk, hogyha az állítás tetszőleges n lóból álló ménesre igaz, akkor az állítás igaz tetszőleges, n+1 lóból álló ménesre is. Ha ugyanis egy n+1 lóból álló ménesből kiveszünk egy lovat, akkor egy n lóból álló ménest kapunk. Ezek a lovak a feltételezés szerint azonos színűek. Ugyanakkor a kivett ló is velük azonos színű. Ha ugyanis a kivett lovat visszatesszük a ménesbe, és kiveszünk egy másikat, akkor az indukciós feltétel szerint a maradó lovak ismét azonos színűek beleértve az elsőre kiválasztott, most benthagyott lovat is. Tehát az elsőre kivett ló valóban ugyanolyan színű, mint az 'összes többi'.
A mondottakból a teljes indukció alapján következik, hogy minden ló ugyanolyan színű!
A fenti okoskodásban az az igen egyszerű hiba van, hogy az indukciós lépést (mármint azt, hogy "ha az állítás n-re igaz, akkor igaz n+1-re is") csak n>2-től kezdve, az állítást közvetlenül viszont csak n=1 lóra láttuk be. Tehát valóban 'tudunk kezdeni' és a 'tudunk folytatni', de a kettő közt szakadás van (az 'n=2').
A bizonyítás (természetesen) nem is javítható. Hiszen 2 lóra sem a 'folytathatóság' sem a 'kezdhetőség' nem igazolható.
Az indukciós lépés legalább 3 ló esetén hibátlan. Hiszen akkor teljesül, hogy n+1 ló közül egyet-egyet elhagyva, bármely ló-pár esetén a kapott két n elemű lóhalmaznak van legalább egy közös eleme. De ugyanez 2 ló esetén már nem teljesül. Hiszen 2 ló esetén egy-egy ló elhagyásával közös ló nélküli halmazokat kapunk.
A bizonyítás a kezdhetőség javításával sem korrigálható. Hiszen az állítás két tetszőleges lóra, azaz n=2-re már nyilvánvalóan nem igaz.
Tehát a tréfás bizonyítás azt a lyukat használja ki, hogy az indukciós lépés n=3-tól igaz, a kezdőlépés pedig csak n=1-re.
Az ellentmondás tehát a hézagos okoskodás eredménye. Felhívja a figyelmet arra, hogy a teljes indukció csak akkor bizonyítja több természetes számra egy állítás helyességét, ha van olyan n természetes szám, amire a kezdeni tudjuk és a folytatni tudjuk egyszerre igaz.